# ラッセル・ヴァンワイク
ラッセル・ヴァンワイク（Russell van Wyk、1990年8月12日 - ）は、ナミビアのラグビーユニオン選手。

## プロフィール
- ナミビアツメブ出身[1]。
- ポジションはウィング(WTB)、フルバック(FB)。
- 身長 180cm、体重 87kg
- ナミビア代表キャップは9（2025年5月現在）でワールドカップ2015のナミビア代表に選ばれた[2]。

## 略歴
ウェルウィッチアス、ファルケを経て、2015年、ウェルウィッチアスに復帰。